# Tanngnjóst a Tanngrisni

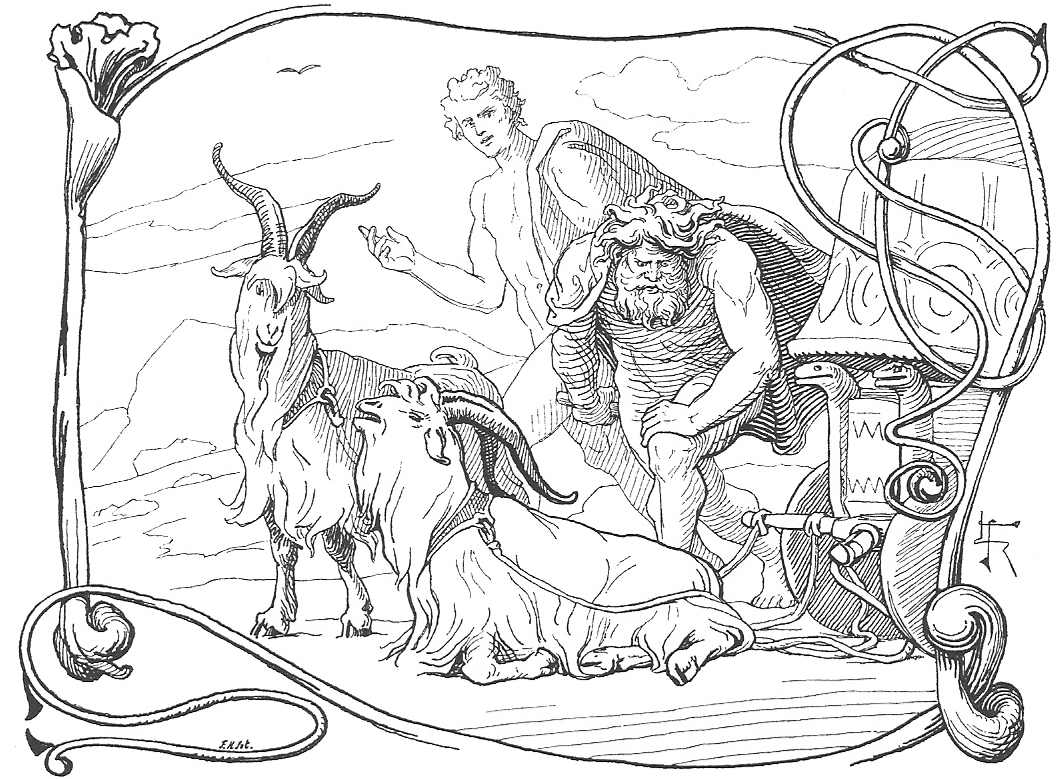
Thór si všímá, že jeden z jeho kozlů má zmrzačenou nohu. (1895 - Lorenz Frølich)

Tanngnjóst (skřípějící zuby) a Tanngrisni (cenící zuby) jsou dva kouzelní kozlové táhnoucí vůz boha Thóra. Ten je častokrát večer sní, ale kosti i kůži musí nechat, aby je ráno mohl s pomocí kladiva Mjollni opět vzkřísit.